# Bonners Ferry
Bonners Ferry (kutenai: k̓akanmituk ʔa·kaq̓ǂaʔhaǂ, ʔaq̓anqmi) és una població dels Estats Units a l'estat d'Idaho. Segons el cens del 2000 tenia 2.515 habitants.

## Demografia
Segons el cens del 2000, Bonners Ferry tenia 2.515 habitants, 1.027 habitatges, i 650 famílies. La densitat de població era de 458 habitants per km².
Dels 1.027 habitatges en un 31,7% hi vivien nens de menys de 18 anys, en un 48% hi vivien parelles casades, en un 11,2% dones solteres, i en un 36,7% no eren unitats familiars. En el 32,9% dels habitatges hi vivien persones soles el 15,5% de les quals corresponia a persones de 65 anys o més que vivien soles. El nombre mitjà de persones vivint en cada habitatge era de 2,37 i el nombre mitjà de persones que vivien en cada família era de 3.
Per edats la població es repartia de la següent manera: un 26,9% tenia menys de 18 anys, un 8,2% entre 18 i 24, un 24,5% entre 25 i 44, un 21,3% de 45 a 60 i un 19,1% 65 anys o més.
L'edat mediana era de 39 anys. Per cada 100 dones de 18 o més anys hi havia 86,8 homes.
La renda mediana per habitatge era de 24.509 $ i la renda mediana per família de 35.237 $. Els homes tenien una renda mediana de 28.558 $ mentre que les dones 16.776 $. La renda per capita de la població era de 13.343 $. Aproximadament el 17,3% de les famílies i el 20% de la població estaven per davall del llindar de pobresa.

## Poblacions més properes
El següent diagrama mostra les poblacions més properes.